# VfL Herzlake
Der VfL Herzlake (offiziell: Verein für Leibesübungen Herzlake von 1921 e. V.) ist ein Sportverein aus Herzlake im Emsland. Der Verein spielte fünf Jahre in der Regionalliga Nord und nahm 1993 an der Aufstiegsrunde zur 2. Bundesliga teil. Damit ist der VfL Herzlake hinter dem SV Meppen der zweiterfolgreichste Fußballverein des Emslandes. Heimspielstätte ist das Hasetalstadion.

## Geschichte

### Frühe Jahre (1921 bis 1979)
Der VfL Herzlake wurde im Jahr 1921 als FC Herzlake gegründet. Die Vereinsgründer Hermann Lake, August Tieke und Hermann Hüring standen dem örtlichen Katholischen Gesellenverein nahe. Das erste Spiel der Vereinsgeschichte verlor man in Grafeld mit 0:1. Im zweiten Spiel gab es in Haselünne eine 0:15-Niederlage, welche die höchste Niederlage für eine Seniorenmannschaft des VfL Herzlake darstellt. Nachdem es der DJK Mitte der 1920er Jahre gelungen war, den Spielbetrieb auf das Emsland auszudehnen wurde 1927 aus dem FC Herzlake die DJK Grün-Weiß Herzlake.
Mit der Machtübernahme der Nationalsozialisten wurde der Verein 1935 aufgelöst. Im Jahre 1946 erfolgte die Neugründung als VfL Herzlake. Die ersten zwei Jahrzehnte der VfL-Geschichte verliefen beschaulich. Die Mannschaft pendelte zwischen Kreisliga und 2. Kreisklasse. Im Jahre 1966 übernahm der Sitzmöbelhersteller Karl-Heinz Klose die Vereinsführung. Drei Jahre später gelang erstmals der Aufstieg in die Bezirksklasse, ehe 1973 der Sprung in die Bezirksliga 8 gelang.
Gleichzeitig gewann der VfL durch ein 4:2 über Eintracht Nordhorn den Emslandpokal. Im Jahre 1975 folgte der Aufstieg in die damals fünftklassige Verbandsliga West, wo die Mannschaft 1976 auf Anhieb Vizemeister hinter Falke Steinfeld wurde. Unter der Leitung des ehemaligen Bundesligaspielers Eberhard Strauch gelang dem VfL 1979 die Qualifikation für die neu geschaffene Landesliga West.

### In die norddeutsche Spitze (1979 bis 1994)
Nach zwei vierten Plätzen wurden die Emsländer in der Landesliga 1981/82 Vizemeister hinter Blau-Weiß Lohne. Durch einen 4:1-Sieg im Entscheidungsspiel gegen den TuS Bodenteich stieg der VfL in die Verbandsliga Niedersachsen auf. Dort konnte sich der Verein schnell etablieren und verpasste 1984 nur knapp die Aufstiegsrunde zur Oberliga Nord. Der Wolfenbütteler SV hatte ein um zwei Tore besseres Torverhältnis. Ein Jahr später wurden die Herzlaker Verbandsligameister, scheiterten aber in der Oberliga-Aufstiegsrunde wegen des Torverhältnis am Wolfenbütteler SV.
Im Jahre 1987 sicherten sich die Emsländer zum zweiten Mal die Niedersachsenmeisterschaft, scheiterten aber in der Aufstiegsrunde am 1. SC Norderstedt. Ein Jahr später klappte es im dritten Anlauf mit dem Oberligaaufstieg. Nach der erneuten Niedersachsenmeisterschaft scheiterte der VfL zunächst in der Aufstiegsrunde durch das schlechtere Torverhältnis am TuS Hoisdorf. Dann schaffte Eintracht Braunschweig den Aufstieg in die 2. Bundesliga, so dass ein Entscheidungsspiel zwischen den Herzlakern und dem VfB Lübeck angesetzt wurde. Der VfL gewann im neutralen Wunstorf mit 3:1.
Trotz zahlreicher in- und ausländischer Verstärkungen kam die Mannschaft in den ersten Oberligajahren nicht über Mittelfeldpositionen hinaus und kämpfte zeitweilig auch gegen den Abstieg. Im Jahre 1992 übernahm Rainer Persike das Traineramt und führte seine Mannschaft zur Meisterschaft. In der folgenden Aufstiegsrunde war die Mannschaft gegen Rot-Weiss Essen, Preußen Münster und Eintracht Trier ohne Chance und wurde nur Gruppenletzter. Die 6500 Zuschauer beim Spiel gegen Essen sorgten für die größte Heimspielkulisse der Vereinsgeschichte.

### Regionalligajahre und Rückzug (1994 bis 2007)
Im Jahre 1994 qualifizierte sich der VfL für die neu geschaffene Regionalliga Nord, wo die Mannschaft in der Saison 1994/95 nur den dritten Platz hinter dem VfB Lübeck und dem VfL Osnabrück erreichte. In den folgenden Jahren ging es sportlich bergab, und Ende 1996 zog sich der Präsident Klose nach fast 30 Jahren aus dem Verein zurück. Als Konsequenz entschied sich der Verein für einen freiwilligen Rückzug in eine tiefere Spielklasse. Eine Gruppe lokaler Geschäftsleute übernahm daraufhin die Verantwortung im Verein, der ab 1997 als VfL Hasetal Herzlake und nur noch mit jungen Spielern aus der Region auflief.
Der Klassenerhalt wurde trotz einer zwischenzeitlichen 1:9-Niederlage gegen die Amateure von Werder Bremen geschafft. In der folgenden Spielzeit 1998/99 musste der Verein jedoch einen Verlust in Höhe von 250.000 Mark hinnehmen und stieg als Vorletzter aus der Regionalliga ab. Als Konsequenz zog der Verein seine Mannschaft in die 1. Kreisklasse Emsland zurück. Gleichzeitig wurde das Wort „Hasetal“ wieder aus dem Vereinsnamen gestrichen.

### Neubeginn (seit 2007)
Im Jahr 2007 gelang es dem Verein eine schlagkräftige Mannschaft aufzubauen, der es in der Saison 2008/09 gelang, in die Kreisliga Emsland aufzusteigen. Eine beeindruckende Saison wurde mit 29 Siegen, 1 Remis sowie einem Torverhältnis von 119:23 (+ 96) abgeschlossen. In der Saison 2009/10 gelang der Ersten Mannschaft der Durchmarsch in die Bezirksliga. Absolut souverän gewann man Meisterschaft und zudem auch noch den Kreispokal (6:0 gegen Holte im Endspiel vor knapp 1.000 Zuschauern). 2013 musste man aber wieder den Abstieg in die Kreisliga hinnehmen. In der Saison 2016/17 gelang dem Team der Wiederaufstieg in die Bezirksliga. Sechs Jahre später stiegen die Herzlaker wieder in die Kreisliga ab, schafften aber bereits in der folgenden Saison 2023/24 den Wiederaufstieg in die Bezirksliga, wo 2025 der erneute Abstieg in die Kreisliga folgte.

## Erfolge
- Meister der Oberliga Nord 1993
- Niedersachsenmeister 1985, 1987, 1988

## Persönlichkeiten
- Torsten Abeln
- Christian Brand
- Mirosław Bulzacki
- Hakan Cengiz
- Leon Demaj
- Bogdan Dlugajczyk
- Heiko Flottmann
- Hubert Hüring
- Peter Kitzmann
- Frank Klobke
- Jörg-Uwe Klütz
- Jörg Kretzschmar
- Hendryk Lau
- Otmar Ludwig
- Josef Menke
- Zoran Miloševic
- Sven Oldenburg
- Klaus Ottens
- Rainer Persike
- Martin van der Pütten
- Ferdinand Rohde
- Rainer Scholz
- Wolfgang Schütte
- Eberhard Strauch
- Jean-Clotaire Tsoumou-Madza

## Abteilungen
Zu den Seniorenmannschaften zählen drei Herrenmannschaften sowie eine Frauenmannschaft. Zum Jugendbereich zählen sich insgesamt 17 Mannschaften. Neben dem Fußball spielen auch Handball, Volleyball und Turnen eine Rolle im Verein.